# Flanke (Heraldik)

(Rechte) Flanke
(heraldisches Muster)

Das Heroldsbild Flanke oder auch Seite bezeichnet in der Heraldik (Wappenkunde) einen zum Schildrand verschobenen Pfahl.

## Beschreibung, Darstellung und Varianten
Ein Pfahl nimmt die gedachten Wappenplätze nach der Teilung und Spaltung des Schildes mit den Nummern 1, 4 und 7 für die rechte bzw. 3, 6 und 9 für die linke Seite ein. Wie beim Pfahl sollte die Flankenbreite 2⁄7 der Schildbreite nicht übersteigen. Ist sie breiter, spricht man nicht von Flanke, sondern nach rechts/links verschoben gespalten.

Flanke (Pielisjärvi, FI)
Nach rechts verschoben gespalten, links eine Spitze (St. Konrad, AT)

Wie in der Heraldik üblich, bleibt die genaue Breite dem Proportionsgefühl des darstellenden Heraldikers überlassen, entscheidend ist die Blasonierung, die Wesen und Aufbau des Wappens beschreibt: Ein gespaltener Schild ist zweifarbig, beide Farben etwa von selbem Rang, die Flanke stellt immer ein sekundäres Merkmal im Wappen dar, das einem Grundschild aufgelegt erscheint.
Grundform ist die rechte Flanke (heraldisch rechts, vorne – vom Betrachter aus links), die Linke Flanke wird immer als solche benannt.
Ist ein Abstand zum Seitenrand vorhanden, so spricht der Heraldiker von einem Flankenpfahl, möglich sind sowohl ein rechter wie auch ein linker Flankenpfahl. Die Mittellinie eines Pfahls muss mit der Begrenzung der Flanke zusammenfallen.
Erscheint eine Flanke beidseitig, nennt man es Doppelflanke. Der mittlere Bereich muss dazu deutlich breiter als die Seitenbereiche sein, sonst ist es ein Pfahl.
Alle Flankenarten können mit weiteren Heroldsbildern verändert werden oder mit gemeinen Figuren belegt werden. Alle Farbgebungen (Tingierungen) sind anwendbar.
Die Flanke kann auch aus- oder eingebogen sein (Bogenflanke), spitz spricht man eher von Spitze, Spickel (kleine Spitze). 
Fehlt eine trennende Linie zum übrigen Teil des Wappenschildes und am Schildrand oder zu anderen wenig ins Feld hinein reichende Wappenschnitten, so wird der Name Flanke mit dem Schnitt verbunden, etwa Flankenspitzen und Flankenspickel.
Der Flankenbalken oder Seitenbalken stellt eine Verbindung zwischen der Flanke und einem querlaufenden Balken in gleicher Tinktur dar. Voraussetzung ist immer das Fehlen einer Abgrenzung beider Heroldsbilder durch eine Linie. Auch hier ist eine rechte und linke Ausführung erlaubt.

## Beispiele

rechte grüne Flanke (Hilst, DE)
linke rote Flanke (Trulben, DE)
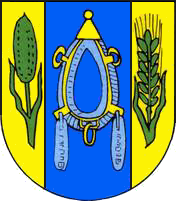
Rechte und linke Flanke: Doppelflanke (Bröckel, DE)
Rechte und linke Bogenflanke (Doppelbogenflanke) (Schmalstede, DE)
Wellenflanke links (Kuivaniemi, FI)
Rechter oberer Flankenständer